# Die Linke Berlin
Die Linke Berlin ist der Berliner Landesverband der Partei Die Linke und mit über 16.000 Mitgliedern (Stand: Juli 2025) der zweitgrößte Landesverband der Partei. Der Landesverband wird von Kerstin Wolter und Maximilian Schirmer geführt.

## Geschichte

### Gründung
Im Jahr 1990 bildete sich der Berliner Landesverband der in PDS umbenannten SED. Ab 2004 bildete sich in Berlin die WASG.
Im Jahr 2007 erfolgte auch im Landesverband Berlin der Zusammenschlusses beider Parteien zur Partei Die Linke. Bei der Wahl zum Abgeordnetenhaus von Berlin 2011 erreichte der Berliner Landesverband 11,7 Prozent und zog mit 19 Abgeordneten in das Abgeordnetenhaus von Berlin ein. Bei der Wahl zum Abgeordnetenhaus von Berlin 2016 erreichte der Berliner Landesverband 15,6 Prozent und zog am 27. Oktober 2016 mit 27 Abgeordneten ins Abgeordnetenhaus von Berlin ein. Erstmals zog die Linke auch in alle zwölf Bezirksverordnetenversammlungen in Fraktionsstärke ein. Von 2016 bis 2023 war die Linke gemeinsam mit den Grünen an einer SPD-geführten Koalition beteiligt (Senat Müller II und Senat Giffey). Seit 2023 befindet sie sich wieder in der Opposition.
Nach der Gründung des Bündnisses Sahra Wagenknecht (BSW) traten ab Mitte 2023 auch Berliner Linke zum BSW über, darunter das Mitglied des Abgeordnetenhauses Alexander King sowie einige BVV-Mandatsträger.

Linke Wahl zum Abgeordnetenhaus von Berlin 2023

Beim Parteitag im Oktober 2024 fand ein Antrag zum Antisemitismus während des Krieges in Israel und Gaza, der auch „eliminatorischen Antisemitismus“ von links verurteilte, nicht die Zustimmung der Delegierten. Daraufhin verließen etwa 40 Mitglieder aus Protest die Veranstaltung, darunter Petra Pau und Klaus Lederer. Lederer trat daraufhin am 23. Oktober 2024 zusammen mit Elke Breitenbach, Carsten Schatz, Sebastian Schlüsselburg und Sebastian Scheel aus der Partei aus. Zuvor waren im Zusammenhang mit dem Parteitag bereits Sören Benn und Udo Wolf aus der Partei ausgetreten.

## Landesverband

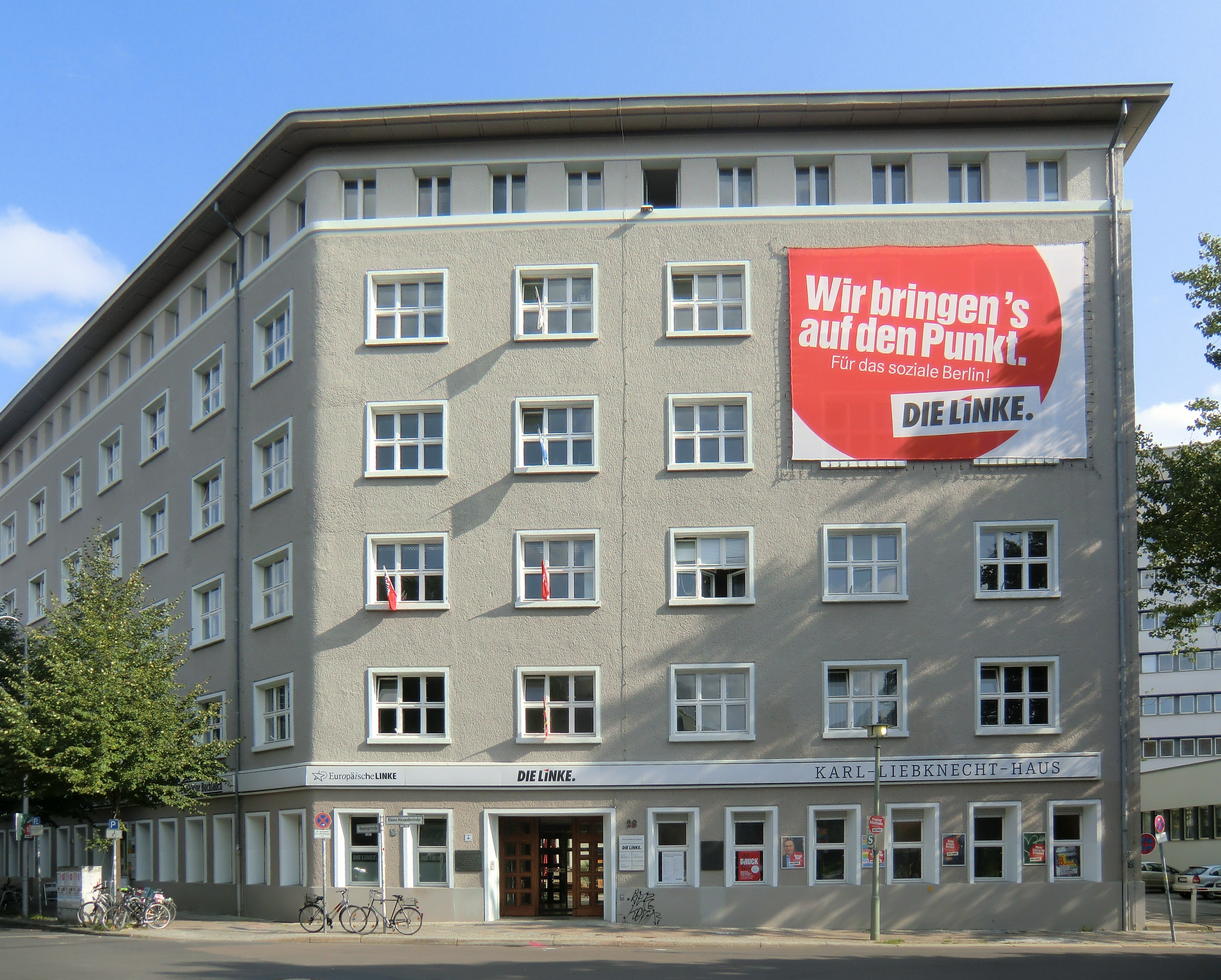
Landesgeschäftsstelle im Karl-Liebknecht-Haus

### Landesvorsitzende
Vorsitzende der PDS Berlin

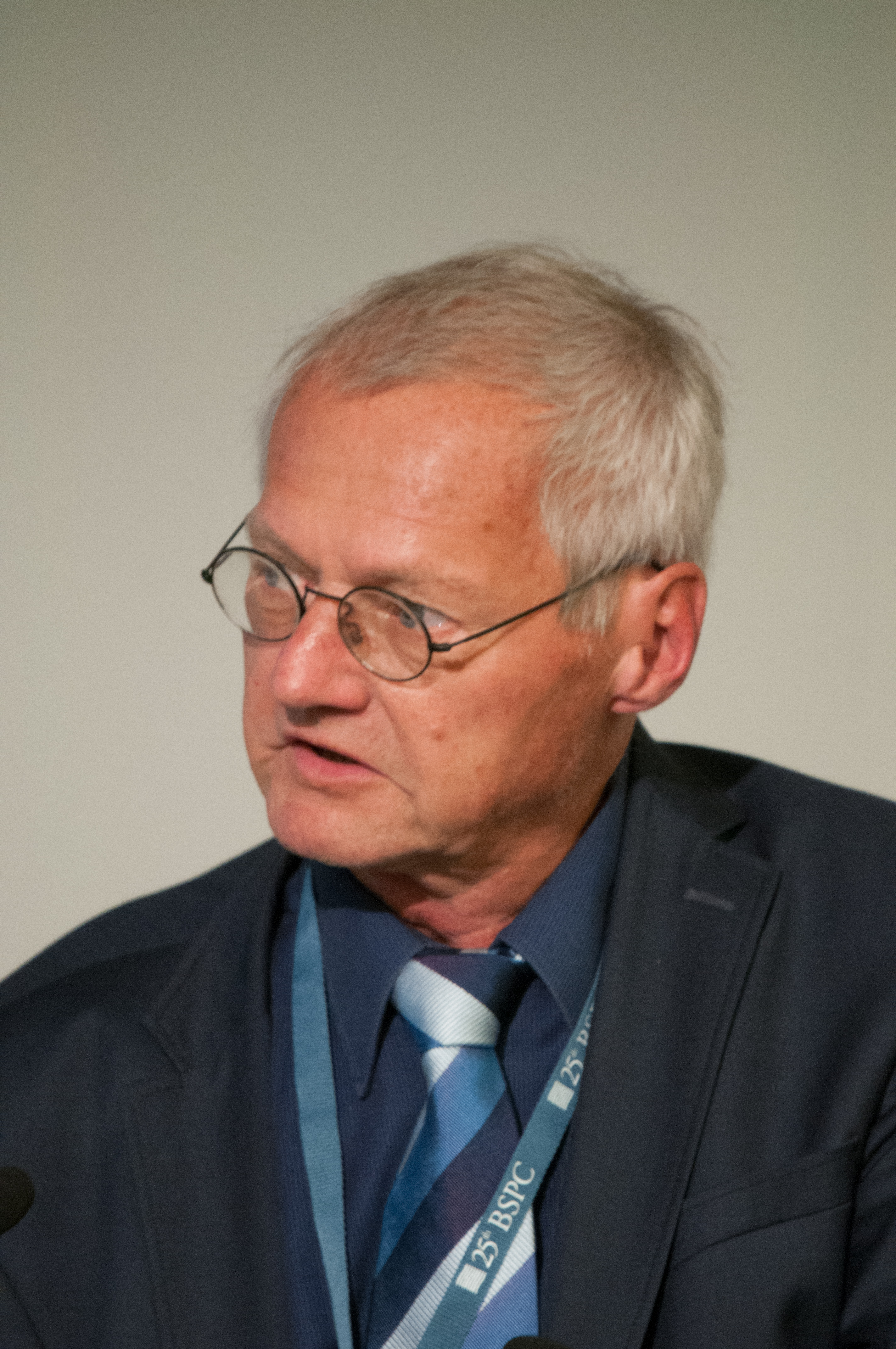
André Brie (1991–1992)
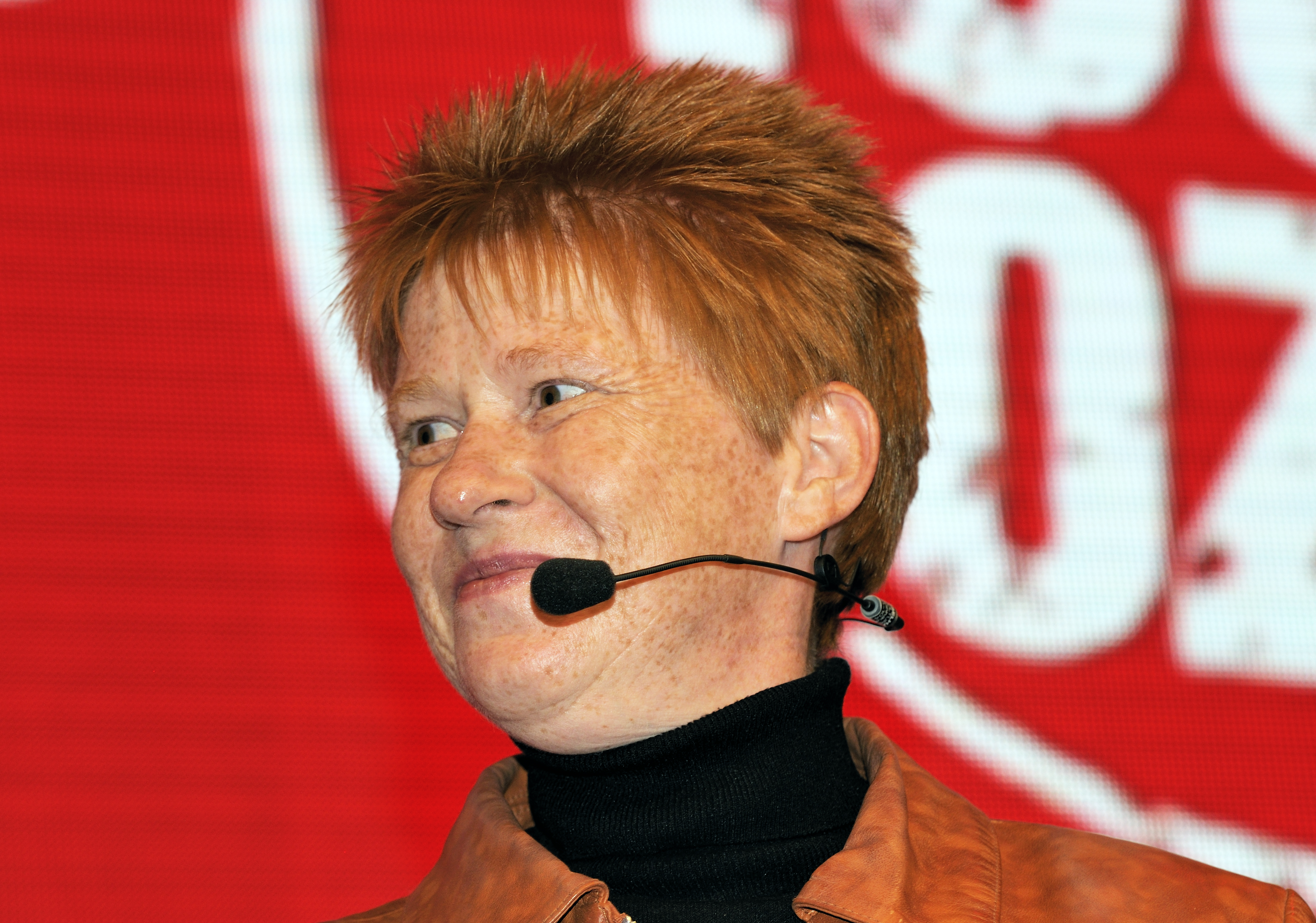
Petra Pau (1992–2001)
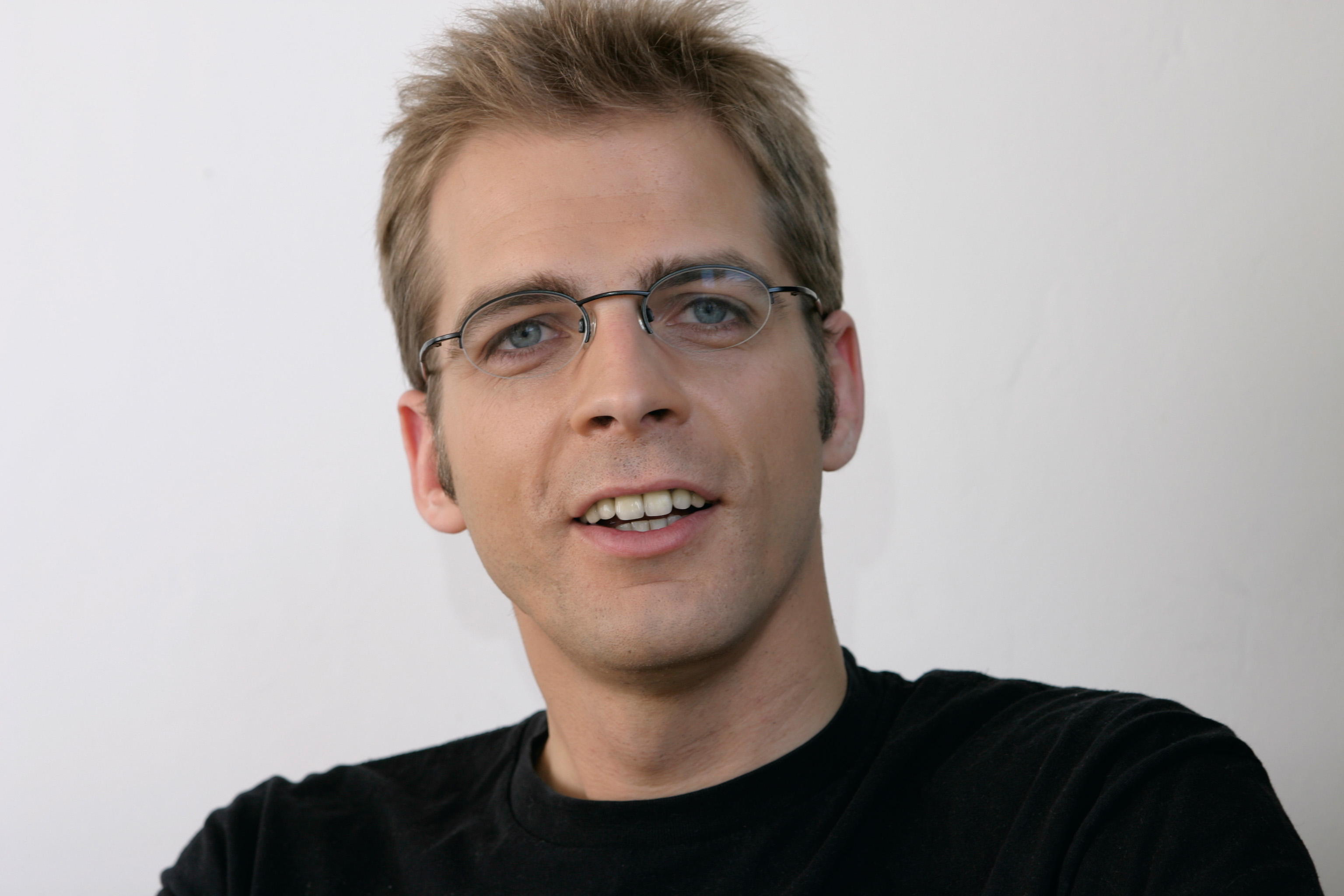
Stefan Liebich (2001–2005)
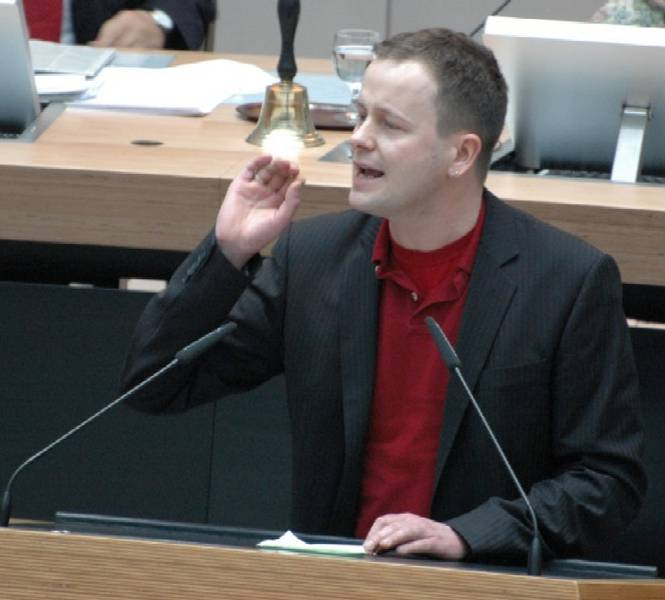
Klaus Lederer (2005–2007)

Vorsitzende von Die Linke Berlin

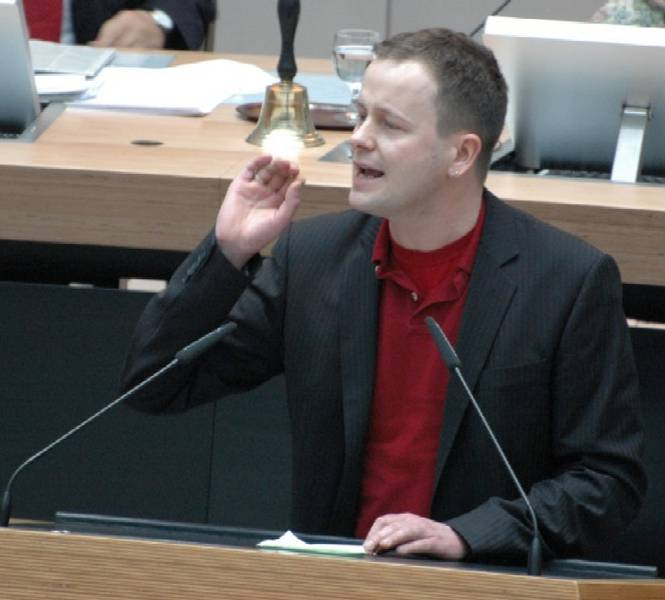
Klaus Lederer (2007–2016)
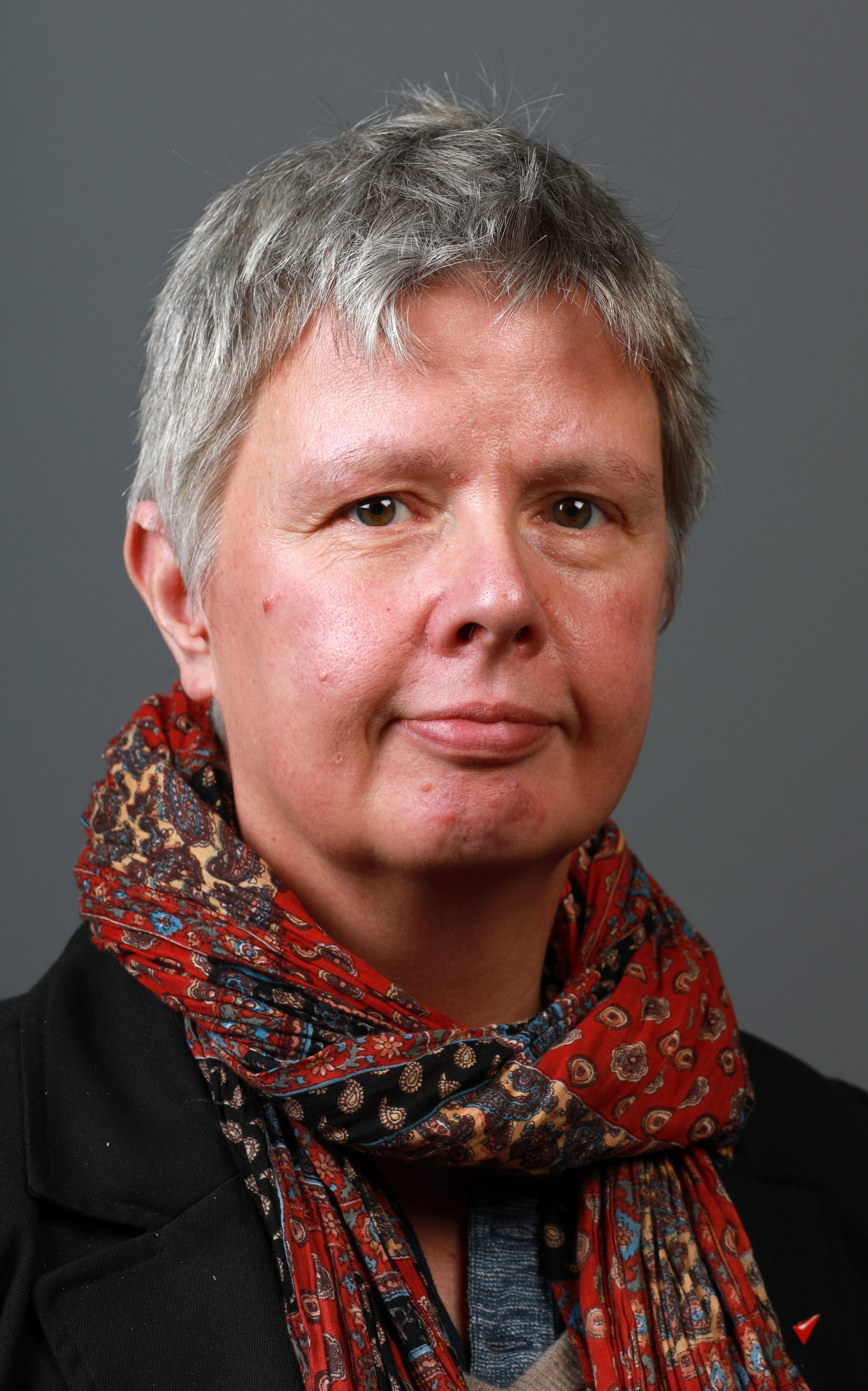
Katina Schubert (2016–2023)
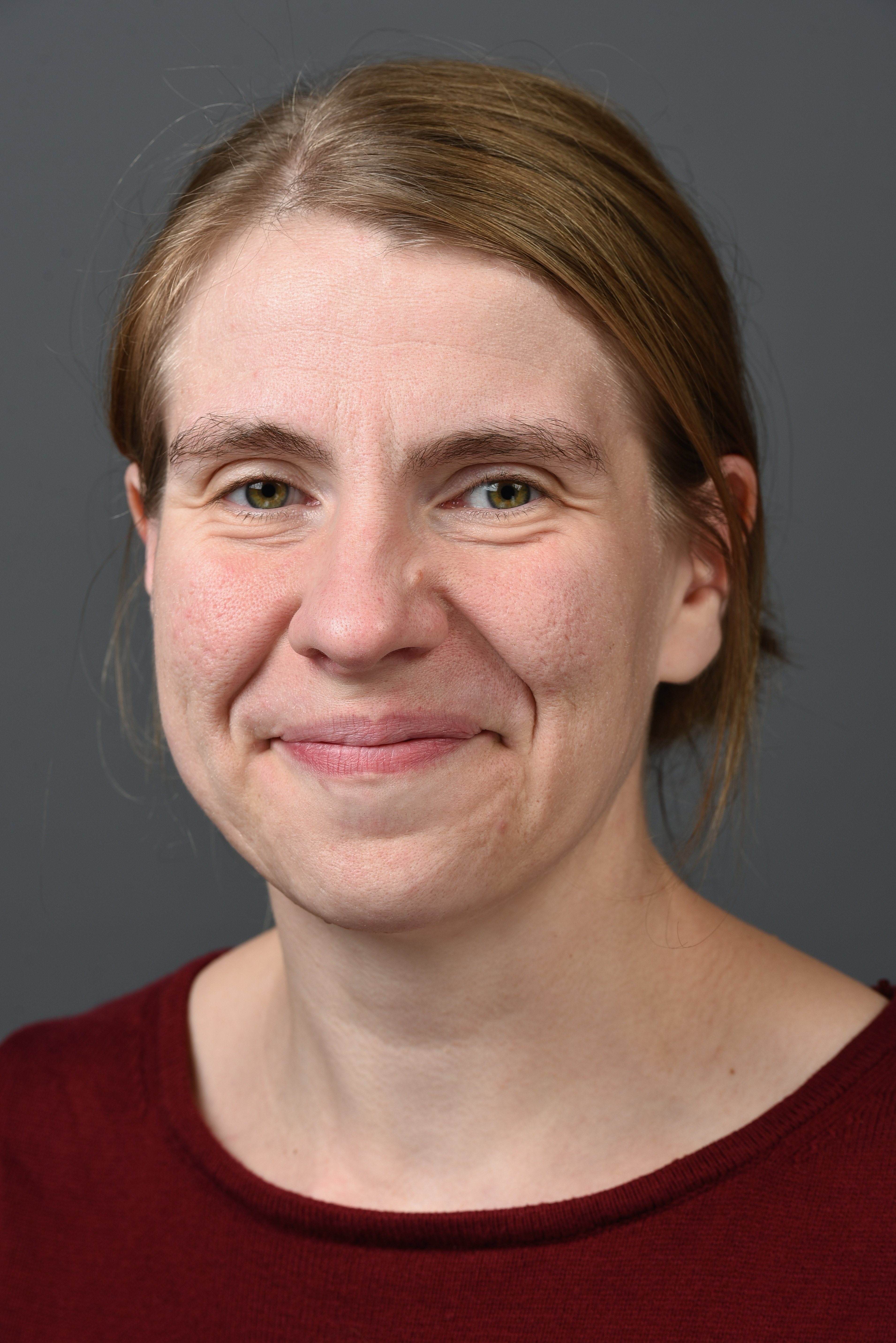
Franziska Brychcy (2023–2025)
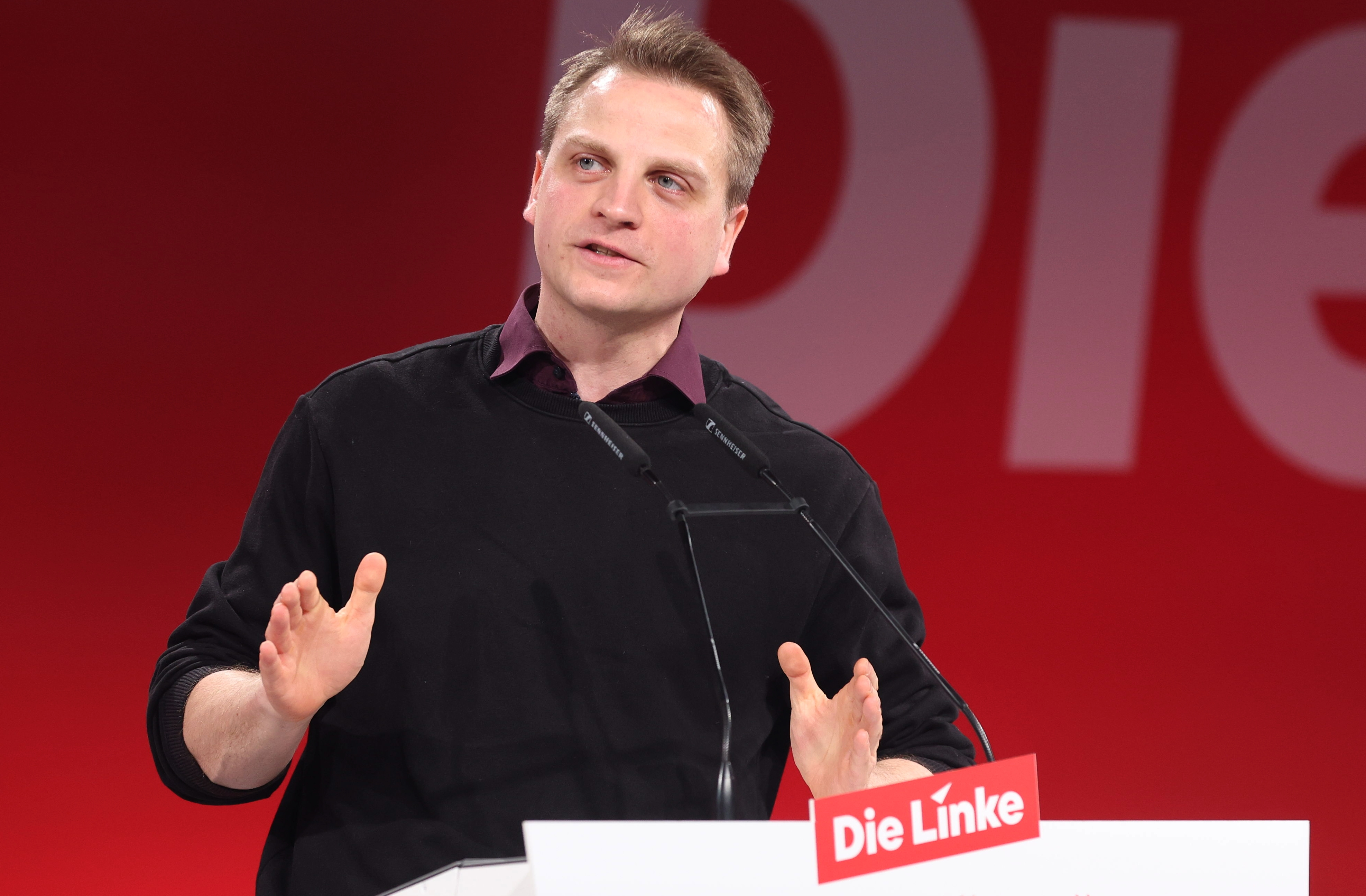
Maximilian Schirmer seit 2023
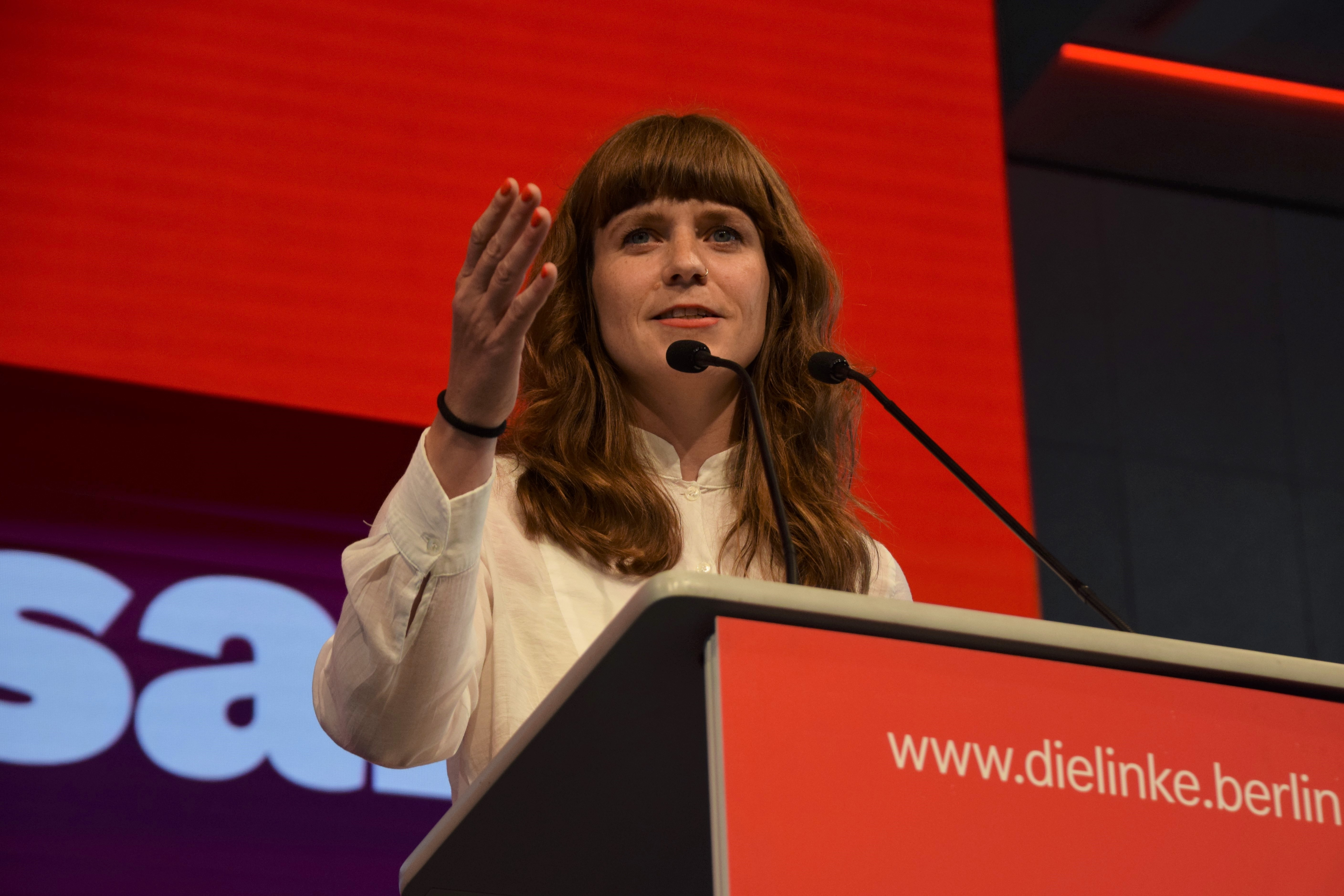
Kerstin Wolter seit 2025

### Bezirksverbände
| Bezirk                     | Vorsitz                                                                | BVV-Fraktionsvorsitz                            |
| -------------------------- | ---------------------------------------------------------------------- | ----------------------------------------------- |
| Charlottenburg-Wilmersdorf | Lara Wittmann, Johannes Kolleck                                        | Annetta Juckel, Frederike-Sophie Gronde-Brunner |
| Friedrichshain-Kreuzberg   | Kerstin Wolter                                                         | Katja Jösting, René Jokisch                     |
| Lichtenberg                | Camilla Schuler                                                        | Antje Schiwatschev, Christian Petermann         |
| Marzahn-Hellersdorf        | Kristian Ronneburg                                                     | Sarah Bigall, Bjoern Tielebein                  |
| Mitte                      | Martha Kleedörfer, Martin Neise                                        | Leonard Diederich                               |
| Neukölln                   | Hannah Vongries, Ruben Lehnert                                         | Carla Aßmann, Ahmed Abed                        |
| Pankow                     | Enja Springob, Jonas Teune                                             | Maximilian Schirmer, Maria Bigos                |
| Reinickendorf              | Pilar Caballero Alvarez, Servan Deniz, Robert Irmscher, Christina Saky | keine Fraktion                                  |
| Steglitz-Zehlendorf        | Bettina Günter, Jaime Martinez Porro                                   | keine Fraktion                                  |
| Spandau                    | n. b.                                                                  | Lars Leschewitz, Elmas Wiczorek-Hahn            |
| Tempelhof-Schöneberg       | Stanislav Jurk, Mara Julseth                                           | Elisabeth Wissel                                |
| Treptow-Köpenick           | Stephanie Bornschein, Moritz Warnke                                    | Philipp Wohlfeil                                |

## Fraktion im Abgeordnetenhaus und Mitglieder des Senats von Berlin
Senatoren der Linken waren:
| Senator            | Amt und Senatsverwaltung                                                                                    | Amtszeit             |
| ------------------ | --- | -------------------- |
| Klaus Lederer      | Bürgermeister und Senator für Kultur und Europa                                                             | 2016–2023            |
| Katja Kipping      | Senatorin für Integration, Arbeit und Soziales                                                              | 2021–2023            |
| Lena Kreck         | Senatorin für Justiz, Vielfalt und Antidiskriminierung                                                      | 2021–2023            |
| Elke Breitenbach   | Senatorin für Integration, Arbeit und Soziales                                                              | 2016–2021            |
| Sebastian Scheel   | Senator für Stadtentwicklung und Wohnen                                                                     | 2020–2021            |
| Katrin Lompscher   | Senatorin für Gesundheit, Umwelt und Verbraucherschutz und Senatorin für Stadtentwicklung und Wohnen        | 2006–2011, 2016–2020 |
| Harald Wolf        | Bürgermeister und Senator für Wirtschaft, Technologie und Frauen                                            | 2002–2011            |
| Carola Bluhm       | Senatorin für Integration, Arbeit und Soziales                                                              | 2009–2011            |
| Heidi Knake-Werner | Senatorin für Gesundheit, Soziales und Verbraucherschutz und Senatorin für Integration, Arbeit und Soziales | 2002–2009            |
| Thomas Flierl      | Senator für Wissenschaft, Forschung und Kultur                                                              | 2002–2006            |
| Gregor Gysi        | Bürgermeister und Senator für Wirtschaft, Arbeit und Frauen                                                 | 2002                 |

Beschlusslage des Landesparteitags der Linken Berlin ist, dass Abgeordnete, die Senatsmitglieder werden, ihr Abgeordnetenmandat niederlegen. In der 19. Wahlperiode des Abgeordnetenhauses setzte Klaus Lederer, der einzige Senator der Linken, der zugleich als Abgeordneter gewählt ist, diesen Beschluss nicht um.